# Mimoblennius cirrosus
Mimoblennius cirrosus är en fiskart som beskrevs av Smith-vaniz och Springer, 1971. Mimoblennius cirrosus ingår i släktet Mimoblennius och familjen Blenniidae. Inga underarter finns listade i Catalogue of Life.